# Tombe della dinastia Ming

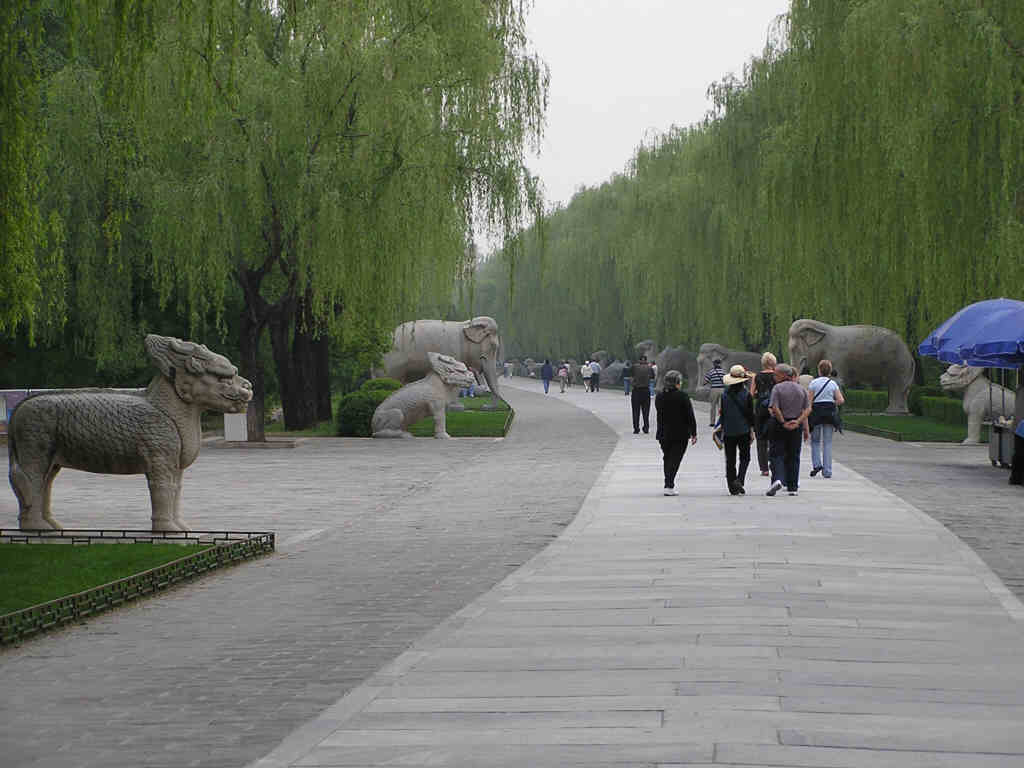
Dodici coppie di statue raffiguranti animali affiancano il lungo viale di accesso alle Tombe Ming denominato Via Sacra o Via delle figure in pietra

Le tombe della dinastia Ming (in lingua cinese: 明朝十三陵S, Míng cháo shísān língP, lett. "Tredici tombe della dinastia Ming") si trovano in un sito archeologico situato a circa 50 km a nord di Pechino, nella contea di Changping, Repubblica Popolare Cinese.
Dichiarate patrimonio mondiale dell'umanità dall'UNESCO nell'agosto 2003, fanno parte del più generale complesso delle Tombe imperiali delle dinastie Ming e Qing. Il sito fu scelto dal terzo imperatore della dinastia Ming Yongle (1402-1424), che trasferì la capitale della Cina da Nanchino in un luogo a nord-ovest dell'attuale città di Pechino.
Nel 2008 la necropoli è servita da sfondo alla prova di corsa nella specialità del triathlon femminile ai Giochi della XXIX Olimpiade.

## Storia

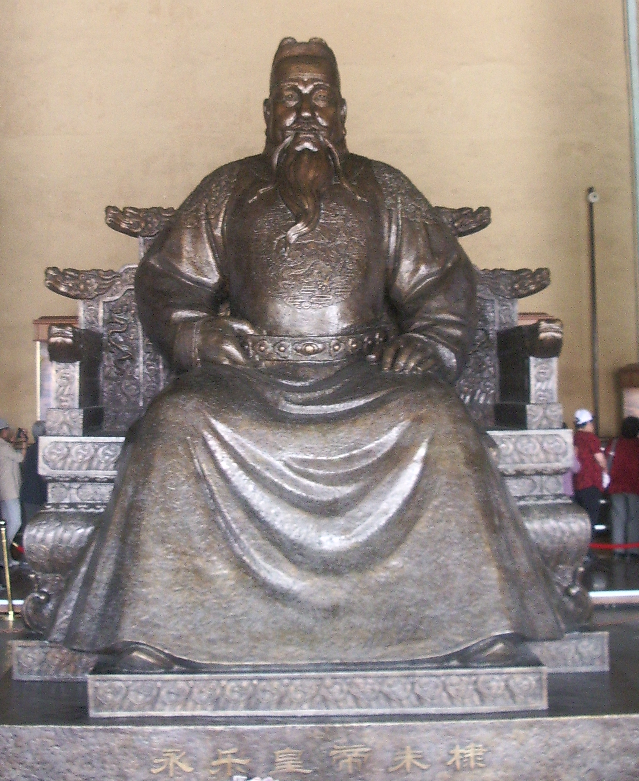
L'imperatore Ming Yongle

Tre sono le tombe visitabili: la tomba Chang Ling, che è la maggiore, la tomba Ding Ling, situata nei sotterranei di un palazzo e la tomba Zhao Ling. Gli scavi nel sito sono stati sospesi nel 1989 anche se sono proseguiti nel tempo studi di ricerca archeologica nella prospettiva di un'eventuale apertura di altre tombe.
Le tombe dei tredici imperatori si trovano sul pendio meridionale del monte Taishou (originariamente monte Huangtu). Si ritiene che quella fu la sede originaria dell'antica Pechino, e a testimoniarlo sarebbero numerosi monumenti che vi sono situati. Dopo la costruzione del Palazzo Imperiale (Città Proibita) nel 1420, l'imperatore Yongle in persona scelse il sito per la sua sepoltura disponendo la creazione di un apposito mausoleo. Da quel tempo sono stati tredici gli imperatori ad essere sepolti nel sito, che all'epoca Ming era assolutamente inaccessibile al popolo.
Le tombe dei primi due imperatori Ming si trovano vicino a Nanchino (che era la capitale al tempo del loro regna). L'imperatore Jingtai non fu sepolto qui, ma a ovest di Pechino, poiché l'imperatore Tianshun ne negò la sepoltura qui. L'imperatore Chongzhen fu l'ultimo a essere sepolto nelle tombe Ming: si uccise per impiccamento nell'aprile 1644. Nello stesso mese l'esercito del ribelle Li Zicheng saccheggiò il sito mettendolo a fuoco prima dell'avanzata e della conquista di Pechino.

## Geomanzia Feng Shui
La necropoli fu scelta in base ai princìpi della geomanzia Feng Shui secondo cui gli spiriti maligni provenienti dal nord dovevano essere deviati su uno specifico territorio a forma di arco, ai piedi delle montagne Jundu, a nord di Pechino. Quest'area di quaranta chilometri quadrati venne individuata in una valle incontaminata, delimitata dalle montagne, ricca di acque e terra scura.

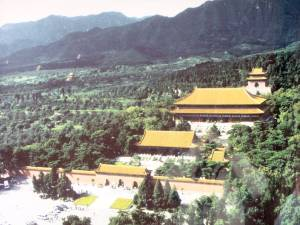
La Tomba Chang Ling, la maggiore fra le tombe della dinastia Ming

Il sito è circondato da un muro e attraversato da un viale lungo sette chilometri denominato Via sacra o Via degli spiriti (神道S, ShéndàoP), punteggiato da dodici coppie di statue con figure di animali e da dodici statue di personalità Ming, che conduce al complesso, uno degli esempi meglio conservati di arte e architettura cinese del XV secolo. L'entrata principale - denominata Grande Porta Rossa - è articolata su tre ingressi ad arco dipinti di rosso.

## Le tombe Ding Ling e Chang Ling
Ding Ling (in lingua cinese: 定陵; pinyin: Dìng Lìng; letteralmente "Tomba della Tranquillità"), è la tomba dell'imperatore Wanli e l'unica ad essere stata scavata nei sotterranei di un palazzo dal tempo della fondazione della Repubblica Popolare di Cina. I lavori per riportarla alla luce iniziarono nel 1956 dopo che un gruppo di studiosi guidati da Guo Moruo e Wu Han avevano iniziato lo scavo della Chang Ling, la tomba dell'imperatore Yongle, la più grande e la più antica delle tombe della dinastia Ming chiamata anche Tomba della Longevità. Nonostante l'approvazione del primo ministro Zhou Enlai, il progetto per riportare alla luce questa tomba fu bocciato a causa di un veto posto dagli archeologi per la sacralità della figura dell'imperatore che vi era sepolto.
Si decise così di risanare la Ding Ling, la terza per grandezza fra le tombe Ming, il cui restauro fu completato nel 1957. Due anni dopo vi fu insediato un museo. Lo scavo ha rivelato una tomba intatta, con migliaia di oggetti di seta, materiali tessili, di legno e di porcellana appartenuti all'imperatore Wanli, all'imperatrice Xiaoduan e alla concubina Xiaojing.

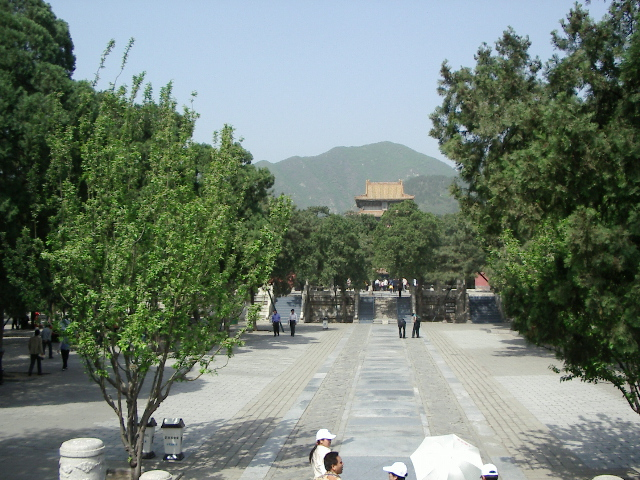
La Tomba Ding Ling al termine della Via Sacra

La mancanza di tecnologia e di risorse per tutelare i reperti dello scavo si è rivelata di ostacolo al progetto di recupero tanto che la grande quantità di seta e di altri tessuti è stata a lungo accantonata in un ripostiglio esposto all'acqua e al vento. La maggior parte dei manufatti è rimasta tanto deteriorata da costringere il museo ad esporre delle copie.
Con l'avvento della Rivoluzione culturale promossa da Mao Zedong nel 1966 i lavori di restauro al sito furono bloccati per un arco dei dieci anni successivi. Wu Han, uno dei principali sostenitori del progetto, divenne il primo grande obiettivo della Rivoluzione culturale: perseguito e denunciato, morì in carcere nel 1969. Le Guardie Rosse devastarono il museo dando fuoco al sito e distruggendo quasi ogni reperto.
È stato solo a partire dal 1979, con la morte di Mao e la fine della Rivoluzione culturale, che l'attività archeologica ha potuto riprendere il suo corso. L'esito di questo lavoro di ricerca e recupero sullo scavo Ding Ling ha indotto il nuovo governo della Repubblica Popolare di Cina a riprendere gli scavi sia pure con moderazione e a puri fini di tutela e conservazione, come nel caso del Mausoleo Qianling. Il piano originario di usare la tomba Ding Ling come sito di prova per un'eventuale ripresa degli scavi nella tomba Chang Ling sembra invece essere stato definitivamente accantonato.

## La Via Sacra
Nella parte anteriore della necropoli imperiale si trova la cosiddetta Via Sacra, cioè la strada che porta al Cielo, percorrendo la quale l'Imperatore (Il Figlio del Cielo) sarebbe sceso sulla terra, e percorrendo la quale sarebbe poi ritornato in Cielo.
Le trentasei statue situate lungo la Via Sacra - allegoria della strada verso il paradiso - chiamata anche Via delle figure in pietra, furono realizzate nel 1435 in marmo bianco di Pechino. Il loro significato era simbolicamente quello di proteggere il sonno eterno degli imperatori.
Le ventiquattro che rappresentano figure di animali sono allineate simmetricamente a doppie coppie, due in piedi e due a riposo. Al termine della via si trovano le dodici statue a figure in piedi rappresentati generali con la sciabola, mandarini e ministri .
Gli animali rappresentano:
- Leoni - simbolo di dignità e potenza e guardie delle tombe imperiali
- Unicorni - segno di giustizia contro gli spiriti maligni
- Cammelli ed elefanti - simbolo della vastità del territorio dell'imperatore
- Cavalli - ovvero gli animali utili al trasporto imperiale

Il Qilin rappresenta invece il difensore spirituale a protezione delle tombe imperiali.

## Galleria d'immagini

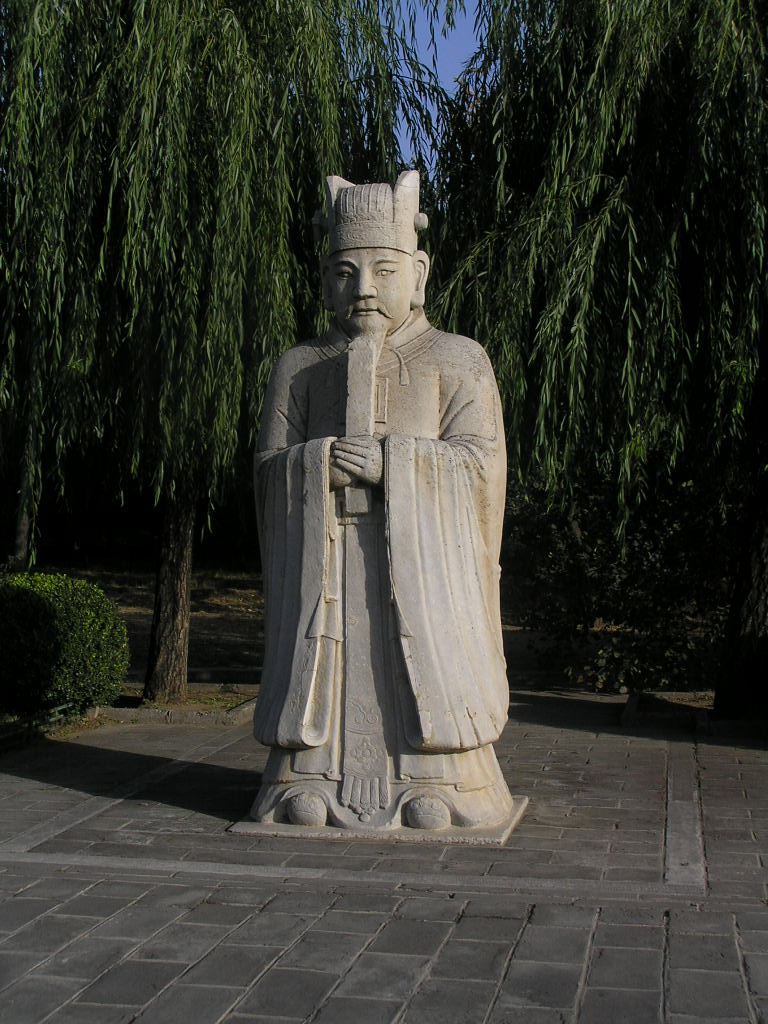
Statua
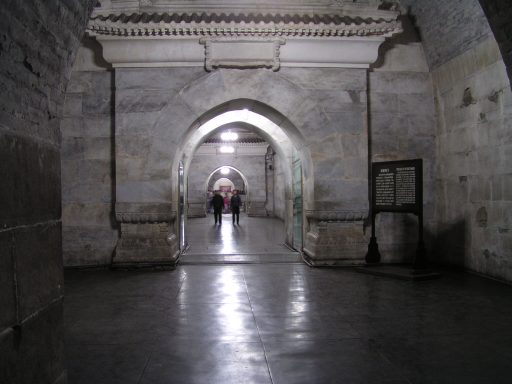
Interno della Tomba Ding Ling
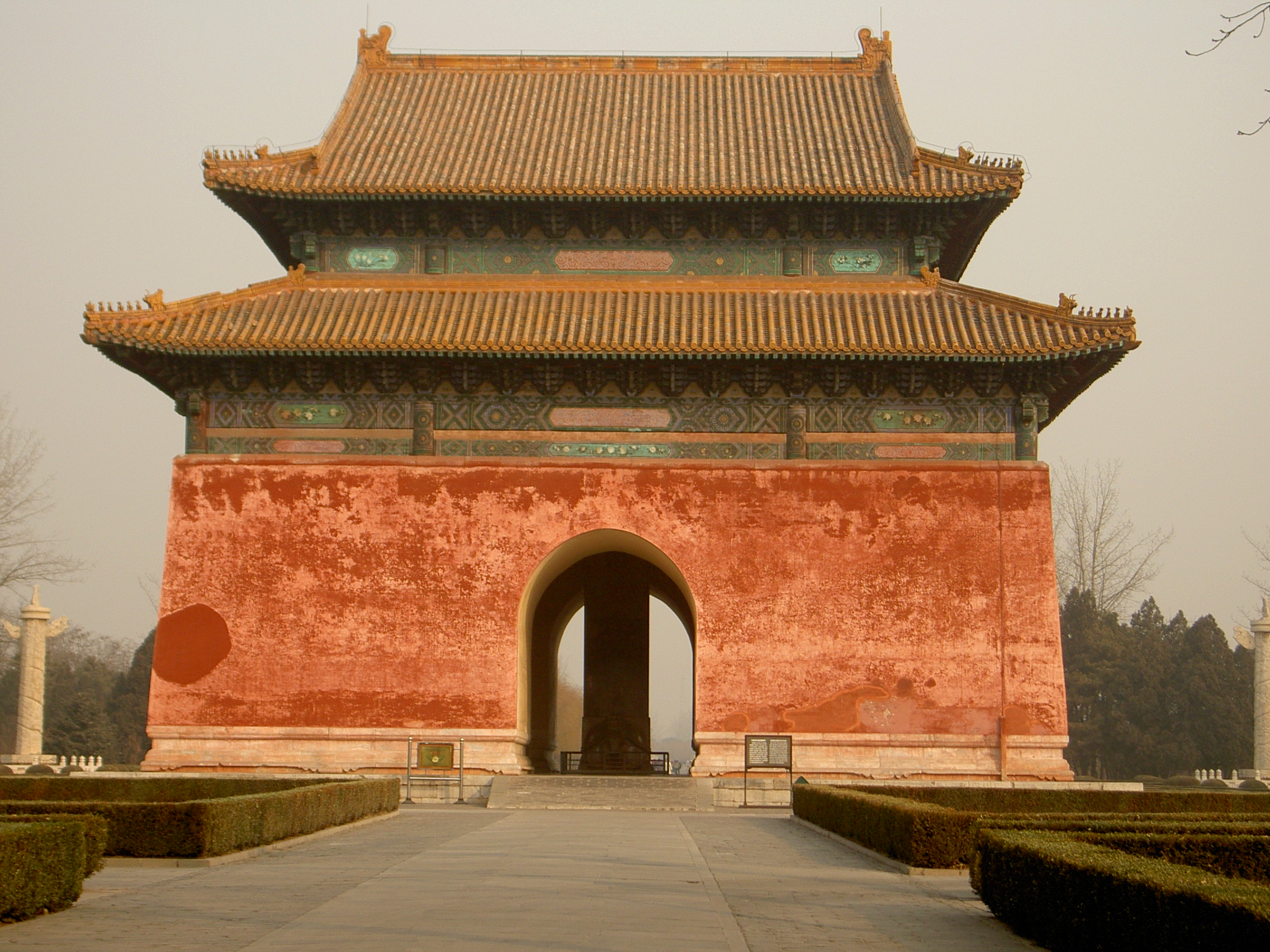
Tomba Ming
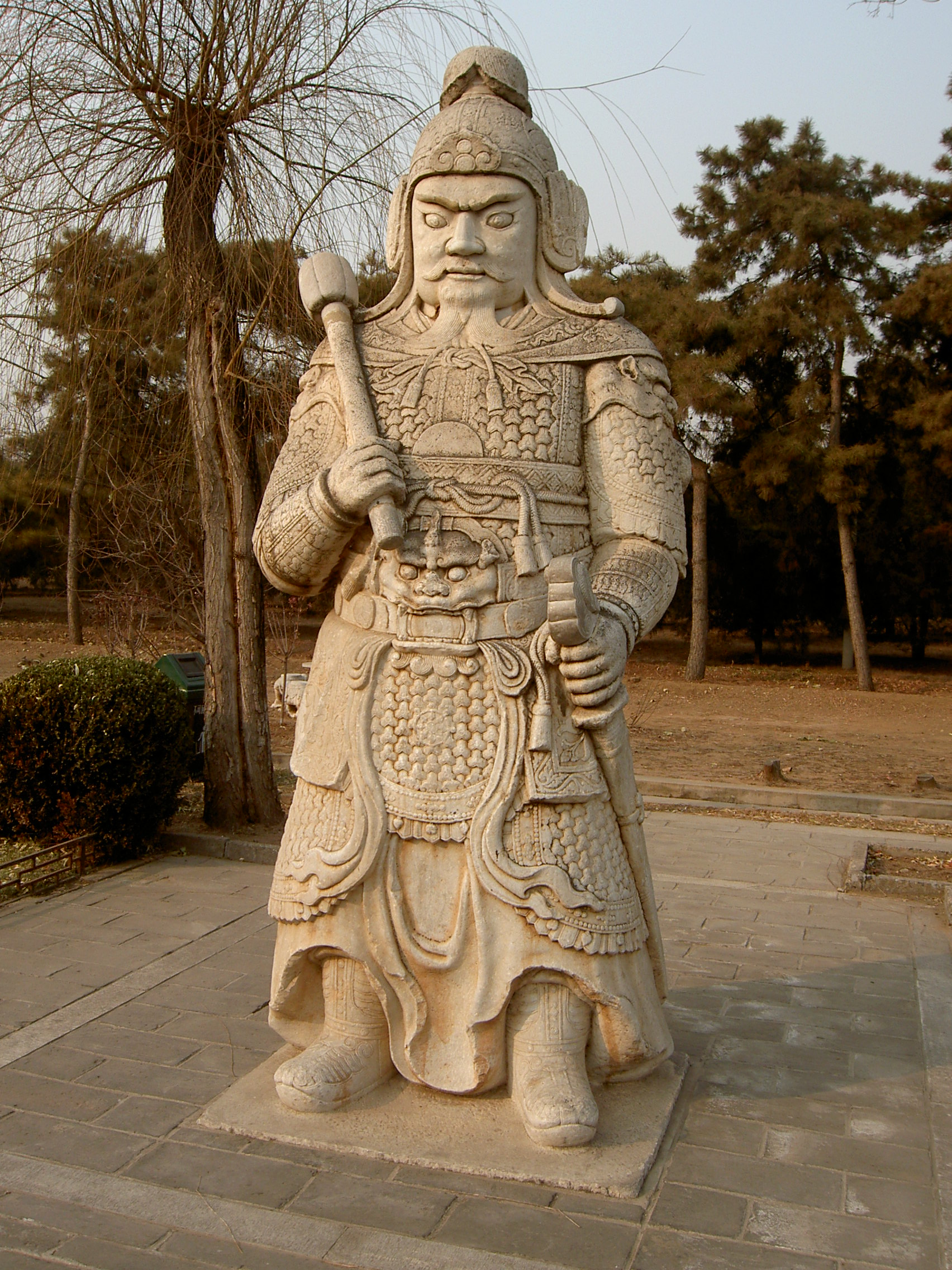
Statua